# Ferran Maria de Baviera i de Borbó
Ferran Maria de Baviera i de Borbó   (Madrid, 10 de maig de 1884 - Madrid, 5 d'abril de 1958) va ser un noble i militar espanyol, príncep de Baviera i infant d'Espanya.
Fill del príncep Lluís Ferran de Baviera i de la infanta Maria de la Pau de Borbó. Va fer carrera militar, curant estudis a l'Escola de Guerra i a la Universitat de Munic, on va assolir el grau de tinent de cavalleria de l'exèrcit bavarès, on va servir fins a instal·lar-se a Espanya.
El 12 de gener de 1905 va contraure matrimoni amb la infanta Maria Teresa de Borbó, filla d'Alfons XII d'Espanya i de Maria Cristina d'Àustria. Atès que el monarca espanyol no tenia encara hereus i, tècnicament, Maria Teresa era l'hereva al tron. A Ferran se li va imposar la condició de no estar vinculat militarment amb Baviera o Alemanya i establir la seva residència a Espanya. Així, el 20 d'octubre de 1905 va naturalitzar-se espanyol.
Alhora que es va naturalitzar, se li va conferir el càrrec de cavalleria de l'exèrcit espanyol i va començar a servir al regiment 20 d'hússars de Pavia. El 1908 va ser ascendit a comandant, destinat al regiment 12 de caçadors de Lusitània, amb el qual va passar amb l'exèrcit destacat a l'Àfrica, participant en diverses batalles que li van fer merèixer la creu espanyola del mèrit militar amb distintiu vermell i la creu d'oficial del mèrit militar bavarès. El 12 de març de 1912 va ser promogut a tinent coronel i destinat a l'Escolta Reial.
El 1912 va enviudar de la infanta, i va tornar-se a casar, aquesta vegada amb dama de sang reial, María Luisa de Silva y Fernández de Henestrosa, que era dama de la reina. El 1914, arran de l'esclat de la Primera Guerra Mundial, va decidir conservar la nacionalitat espanyola, fet que va suposar perdre els drets sobre el tron de Baviera.

## Descendència
Del seu matrimoni amb la infanta Maria Teresa en van néixer quatre fills:
- Lluís Alfons de Baviera (Madrid, 1906-1938)
- Josep Eugeni de Baviera (Madrid, 1909-1966)
- Maria de la Mercè de Baviera (Madrid, 1911-1953)
- Maria del Pilar de Baviera (Madrid, 1912-1916)